# ريتشارد كريس
ريتشارد كريس (بالألمانية: Richard Kress)‏ هو لاعب كرة قدم ألماني، ولد في 6 مارس 1925 في Niesig ‏ في ألمانيا، وتوفي في 30 مارس 1996 في فرانكفورت في ألمانيا. شارك مع منتخب ألمانيا لكرة القدم. أما مع النوادي، فقد لعب مع آينتراخت فرانكفورت.

## وصلات خارجية
- ريتشارد كريس على موقع قاعدة بيانات كرة القدم.إي يو (الإنجليزية)
- ريتشارد كريس على موقع ناشيونال فوتبول تيمز (الإنجليزية)
- ريتشارد كريس على موقع عالم كرة القدم.نت (الإنجليزية)